# Lophostachys zunigae
Lophostachys zunigae là một loài thực vật có hoa trong họ Ô rô. Loài này được C. Nelson mô tả khoa học đầu tiên năm 1993.